# Nikolaos Karampelas
Nikolaos Karampelas (Νικόλαος Καράμπελας; Pyrgos, 20 dicembre 1984) è un ex calciatore greco, di ruolo difensore.

## Palmarès

### Club
- Coppa di Grecia: 1

AEK Atene: 2010-2011